# Rivière à la Croix (rivière Saguenay)
Pour les articles homonymes, voir Croix (homonymie) et Rivière à la Croix.
La rivière à la Croix est un affluent de la rivière Saguenay, coulant dans la municipalité de Saint-Félix-d'Otis, dans la municipalité régionale de comté (MRC) du Fjord-du-Saguenay, dans la région administrative du Saguenay–Lac-Saint-Jean, dans la province de Québec, au Canada.
La vallée de la rivière à la Croix est desservie par le Chemin de l’Anse aux érables et le chemin du lac à la Croix, pour les besoins la foresterie, l’agriculture et des activités récréotouristiques. Quelques routes forestières secondaires desservent cette vallée.
La foresterie constitue la principale activité économique du secteur ; les activités récréotouristiques, en second. Cette vallée comporte quelques habitations réparties dans les petites zones déboisées.
La surface de la rivière à la Croix est habituellement gelée du début de décembre à la fin mars, toutefois la circulation sécuritaire sur la glace se fait généralement de la mi-décembre à la mi-mars.

## Géographie
Les principaux bassins versants voisins de la rivière à la Croix sont :
- côté nord : lac de Sable, rivière Saguenay ;
- côté est : rivière Saguenay, rivière Éternité, rivière Saint-Jean ;
- côté sud : lac Brébeuf, lac Éternité, rivière Saint-Jean ;
- côté ouest : lac Otis, rivière Saguenay, baie des Ha! Ha!, rivière Ha! Ha![3].

La rivière à la Croix prend sa source à l’embouchure du lac à la Croix (longueur : 4,3 km ; largeur maximale : 0,7 km ; altitude : 202 m) encaissée entre les montagnes. Ce lac est alimenté notamment par quelques ruisseaux de montagne dont la décharge du lac Pitre et du lac Rond, la décharge du lac des Cœurs, la décharge du lac de la Sucrerie et du lac Mélasse et la décharge des lacs Sergerie et Wellie. Cette source du cours d’eau est située à :
- 5,0 km au sud de la rivière Saguenay ;
- 3,5 km au nord-est du lac Otis ;
- 7,9 km au nord-ouest du lac Éternité ;
- 8,2 km au nord de la baie de la Sauvagesse du lac Brébeuf ;
- 7,8 km à l’est de la confluence de la rivière à la Croix et de la rivière Saguenay (anse à la Croix)[3].

À partir de l’embouchure du lac, le cours de la rivière à la Croix descend sur 8,6 km avec une dénivellation de 198 m, selon les segments suivants :
- 2,5 km vers l’ouest dans une vallée encaissée, en recueillant la décharge (venant de nord) du lac des Jules et du lac Eddy, jusqu’à la décharge (venant du nord) du lac à Foin et du lac de Sable ;
- 6,1 km vers l’ouest dans une vallée encaissée en formant des serpentins désassortis, jusqu’à l’embouchure[3].

La rivière à la Croix se déverse sur la rive sud de la rivière Saguenay, soit dans l’anse à la Croix. Cette embouchure est située à :
- 3,1 km au sud-est de la rive nord de la rivière Saguenay ;
- 15,5 km au nord-est de la confluence de la rivière Ha! Ha! et de la baie des Ha! Ha! ;
- 8,9 km au nord-ouest du centre du hameau de Lac-à-la-Croix ;
- 3,6 km au nord du lac Otis ;
- 31,4 km à l’est du centre-ville de Saguenay[3].

À partir de la confluence de la rivière à la Croix (anse à la Croix), le courant suit le cours de la rivière Saguenay sur 79,7 km vers l’est jusqu’à Tadoussac où il conflue avec l’estuaire du Saint-Laurent.

## Toponymie
Ce toponyme paraît sur une carte régionale datant de 1943 et sur un brouillon de carte datant de 1959.
Le toponyme « Rivière à la Croix » a été officialisé le 5 décembre 1968 par la Commission de toponymie du Québec.